# بخش گوشن (شهرستان آگلایزه، اوهایو)
بخش گوشن (به انگلیسی: Goshen Township) یک منطقهٔ مسکونی در ایالات متحده آمریکا است که در شهرستان اوگلایز واقع شده‌است.
 بخش گوشن ۴۶٫۳ کیلومتر مربع مساحت و ۵۲۹ نفر جمعیت دارد و ۳۱۲ متر بالاتر از سطح دریا واقع شده‌است.